# IC 4301
IC 4301 је спирална галаксија у сазвјежђу Ловачки пси која се налази на листи објеката дубоког неба у Индекс каталогу.
Деклинација објекта је + 33° 22' 28" а ректасцензија 13h 35m 35,8s. Привидна величина (магнитуда) објекта IC 4301 износи 15,0 а фотографска магнитуда 15,8. IC 4301 је још познат и под ознакама UGC 8579, MCG 6-30-50, PGC 47936.